# Automeris despicata
Automeris despicata é uma espécie de mariposa do gênero Automeris, da família Saturniidae.
Sua ocorrência foi registrada no Peru, em Junín (próximo a Pasco), em Chuchuras, entre 200 a 600 m de altitude. Foi ainda registrada no Equador e na Guiana Francesa.

## Subespécies
Possui a seguinte subespécie, registrada no Peru:
- A. d. santaclariana